# Metazygia uratron
Metazygia uratron là một loài nhện trong họ Araneidae.
Loài này thuộc chi Metazygia. Metazygia uratron được Herbert Walter Levi miêu tả năm 1995.